# みすまる☆ましい
みすまる☆ましいは日本の原型師。

## 来歴
1990年代より明貴美加のMS少女の立体化のようにメカ + 少女の造形を手がけ、モデルグラフィックスやレプリカントEXに寄稿してきた。ガレージキットのみならずPVCフィギュアの原型も数多く手がける。

## 文献
- レプリカントEX VOL.5 P36～P42